# Lithospermum mirabile
Lithospermum mirabile är en strävbladig växtart som beskrevs av John Kunkel Small. Lithospermum mirabile ingår i släktet stenfrön, och familjen strävbladiga växter. Inga underarter finns listade i Catalogue of Life.